# Biblioteca de Viipuri

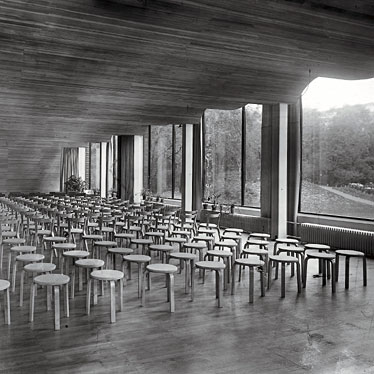
El auditorio de la biblioteca. Esta fotografía fue tomada justo antes de que se instalaran bombillas en la habitación.

La Biblioteca de Viipuri (en finés: Viipurin kaupunginkirjasto) o Biblioteca de Vyborg es una biblioteca situada en Vyborg, Rusia, construida durante el tiempo de la soberanía finlandesa (de 1918 a 1940-44), antes de que la ciudad finlandesa de Viipuri fuera anexionada por la antigua Unión Soviética y su nombre finés fuera cambiado a Vyborg por las autoridades soviéticas.
El edificio, construido entre 1927 y 1935, es una de las obras más celebradas del arquitecto finlandés Alvar Aalto y uno de los ejemplos más importantes de la arquitectura funcionalista de los años veinte. La biblioteca es considerada una de las primeras manifestaciones de la «arquitectura moderna regional». Es particularmente conocida por el techo ondulado de su auditorio, cuya forma, según Aalto, estaba basada en estudios acústicos. Tras su finalización, la biblioteca fue conocida como Biblioteca de Viipuri, pero después de la Segunda Guerra Mundial y la anexión soviética, el nombre oficial de la biblioteca fue cambiado a Biblioteca Municipal Nadezhda Krupskaya. Actualmente, situada en la ciudad rusa de Vyborg, es conocida oficialmente como Biblioteca Alvar Aalto (en ruso: Библиотека Алваара Аалто).
Tras varias décadas de abandono, el proyecto de restauración de la biblioteca duró casi dos décadas, desde 1994 hasta finales de 2013. La restauración fue premiada con el World Monuments Fund/Knoll Modernism Prize en 2014 y con el Premio Europa Nostra en 2015.

## Historia

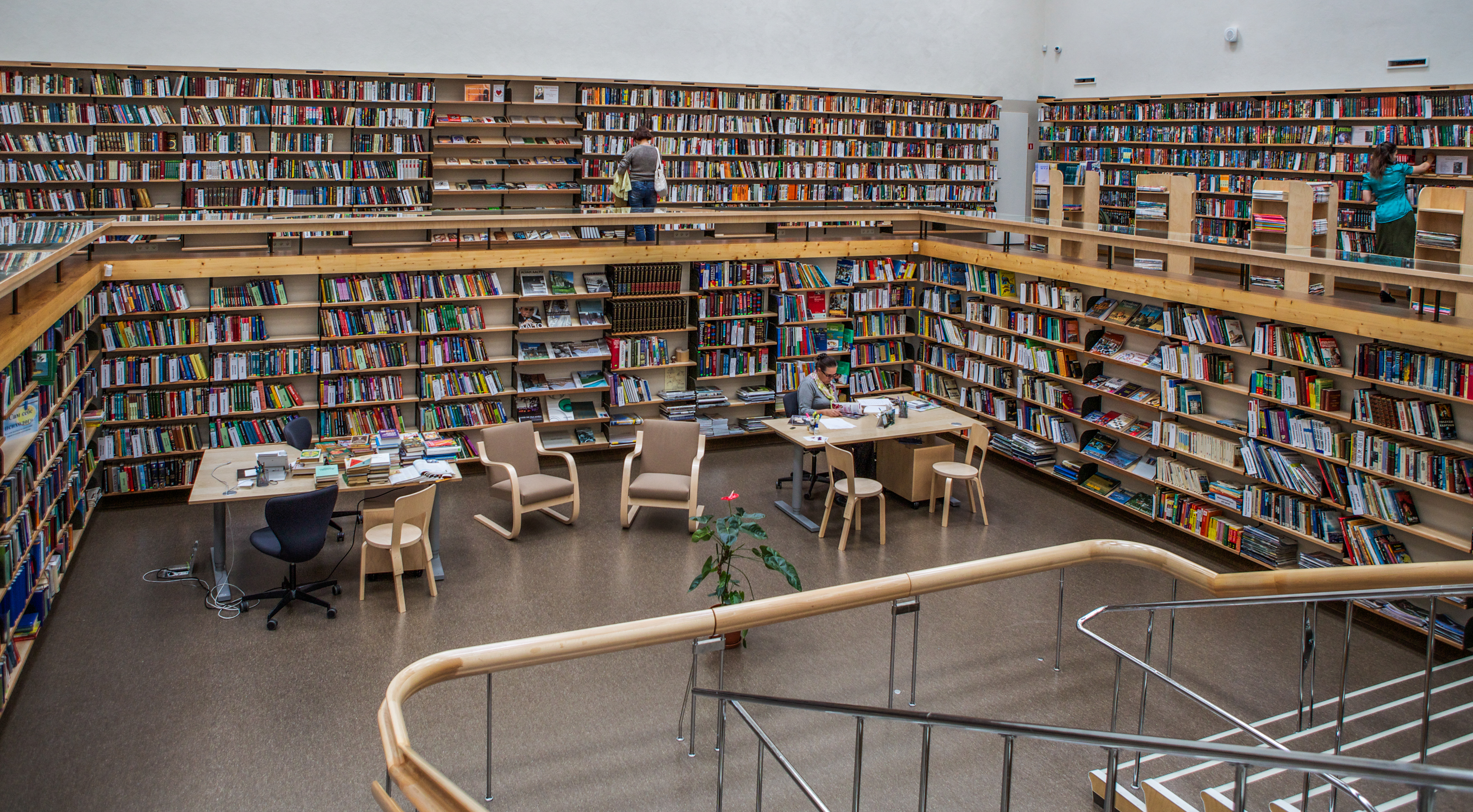
El interior en 2014.

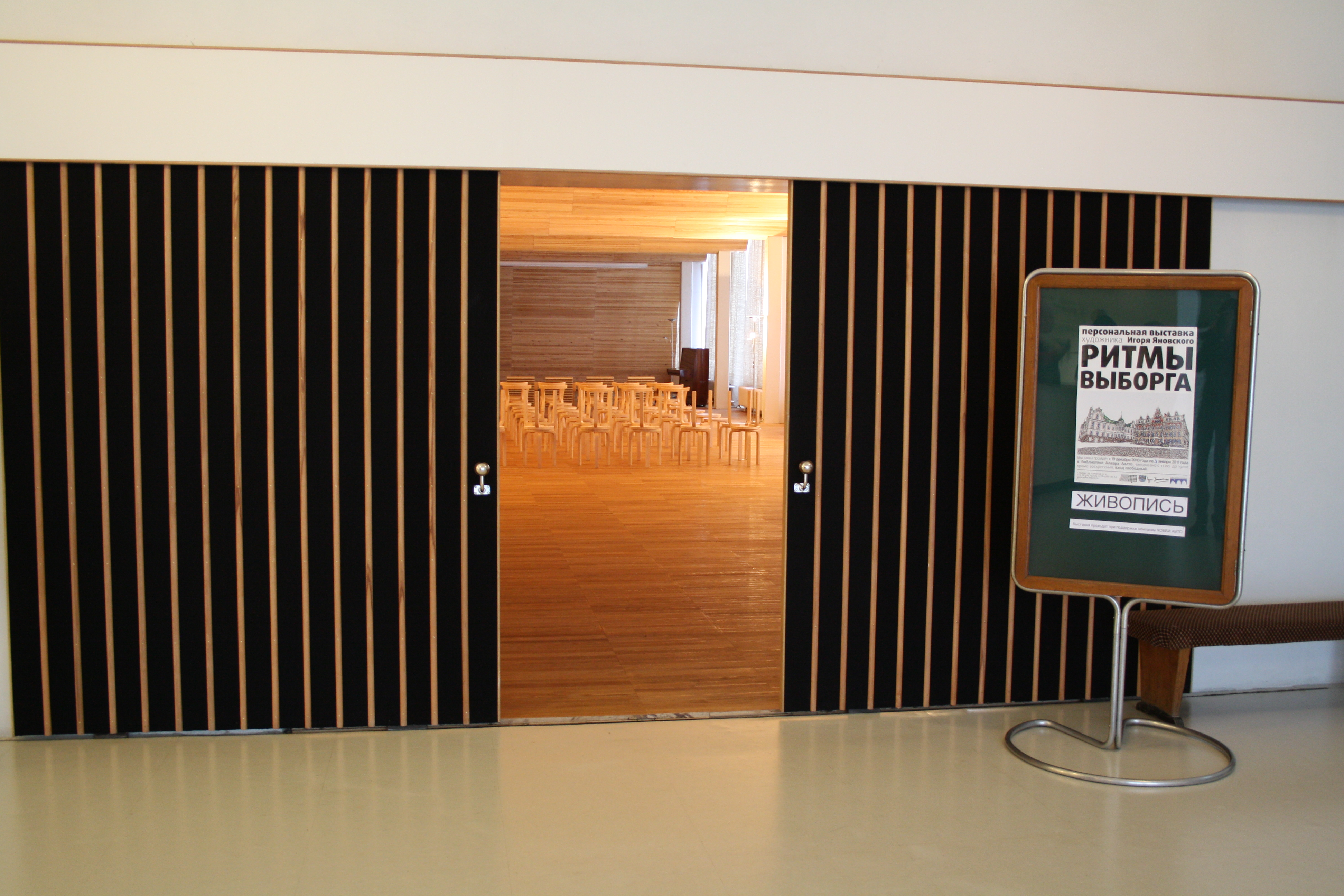
El auditorio de la Biblioteca de Viipuri en 2011.

Aalto recibió el encargo de diseñar la biblioteca tras ganar el primer premio en el concurso de arquitectura celebrado en 1927 para el diseño del edificio, con su propuesta titulada «WWW». Sin embargo, el diseño de Aalto experimentó una profunda transformación desde su propuesta original para el concurso, diseñada en el estilo clasicista nórdico (que debía mucho al arquitecto sueco Gunnar Asplund y especialmente a la Biblioteca Pública de Estocolmo), hasta el severo edificio funcionalista completado ocho años más tarde en un estilo moderno purista. Soluciones arquitectónicas como el pozo de lectura hundido, los techos fluidos y los tragaluces cilíndricos, que fueron probados por primera vez en Viipuri, aparecerían regularmente en las obras posteriores de Aalto. Aalto difería de la primera generación de arquitectos modernos (como Walter Gropius y Le Corbusier) en su predilección por los materiales naturales: en este edificio «se introdujo por primera vez la madera en un entorno por lo demás moderno de hormigón, estuco blanco, vidrio y acero».
La Segunda Guerra Mundial marcó un punto de inflexión en la historia no solo de la biblioteca sino de toda la ciudad de Viipuri, ya que fue perdida por Finlandia a favor de la Unión Soviética, y pasó a llamarse Vyborg. El edificio había sido dañado en la guerra, y aunque las nuevas autoridades soviéticas propusieron repararlo este proyecto nunca se llevó a cabo. Así, el edificio permaneció vacío durante una década, lo que provocó incluso más daños, incluida la destrucción del techo ondulado del auditorio. Durante los años cincuenta se elaboraron proyectos para su restauración, incluida una versión en el estilo estalinista típico de la época del arquitecto Aleksandr Shver.

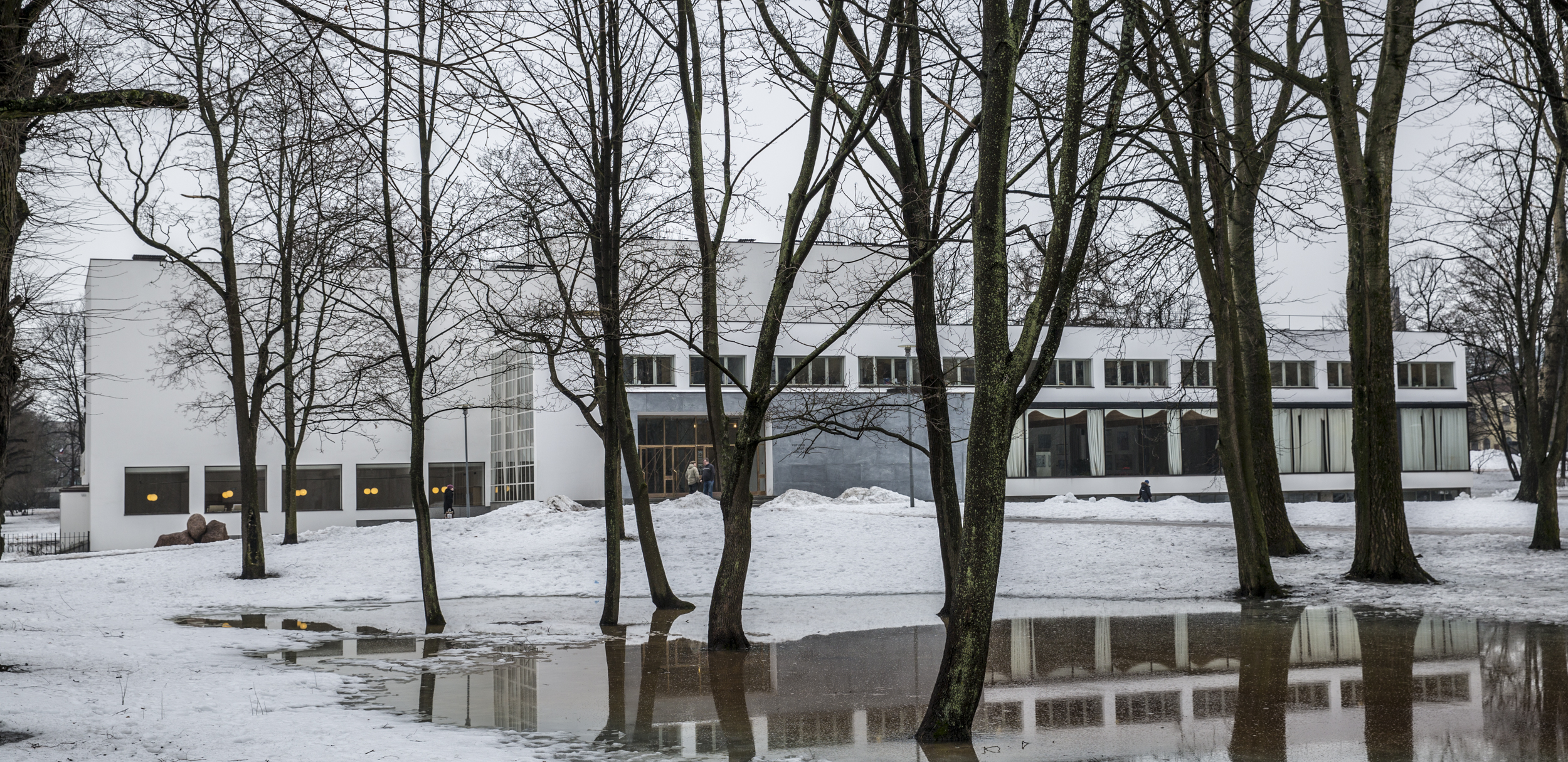
El exterior de la biblioteca en 2015.

Hasta la llegada al poder de Mijaíl Gorbachov, pocas personas de Finlandia, y menos aún de otros países occidentales, visitaban Vyborg, y había muchas informaciones diferentes en los textos de arquitectura occidentales sobre la condición de la biblioteca, incluidas algunas informaciones erróneas sobre su destrucción completa. Actualmente, el edificio está incluido en la lista de bienes integrantes del patrimonio histórico y cultural de la Federación Rusa.

## Restauración

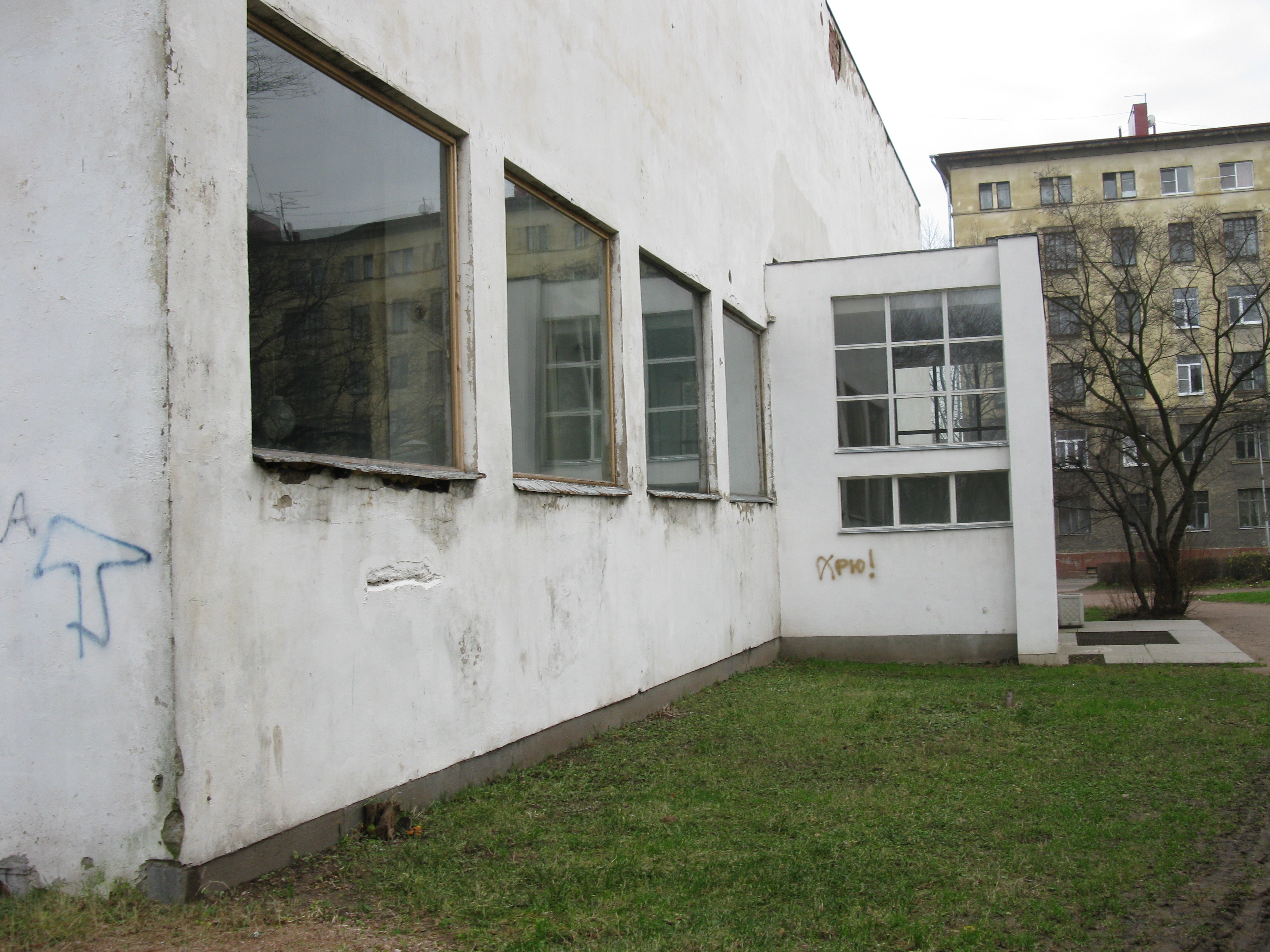
Vista del exterior en 2008.

En la década de 1990 se fundaron comités rusos y finlandeses para promover la restauración del edificio, que ha ido progresando poco a poco mientras el edificio permanecía en uso público. La restauración fue dirigida por la Academia Alvar Aalto, bajo la dirección del arquitecto Tapani Mustonen, con la colaboración de la arquitecta Maija Kairamo (antiguamente de la Agencia Finlandesa del Patrimonio) y los antiguos trabajadores de Aalto Eric Adlercreutz, Vazio Nava y Leif Englund. En 1998, para conmemorar el centenario del nacimiento de Aalto, se reconstruyó provisionalmente una sección de 2 × 10 metros del techo del auditorio, pero fue retirada en 2008 para permitir su reconstrucción definitiva del techo.
En septiembre de 2003 se celebró un seminario y taller internacional en la biblioteca, bajo los auspicios de Docomomo International, para discutir la restauración de la biblioteca y su papel dentro de la comunidad local, al que asistieron expertos en restauración de todo el mundo.

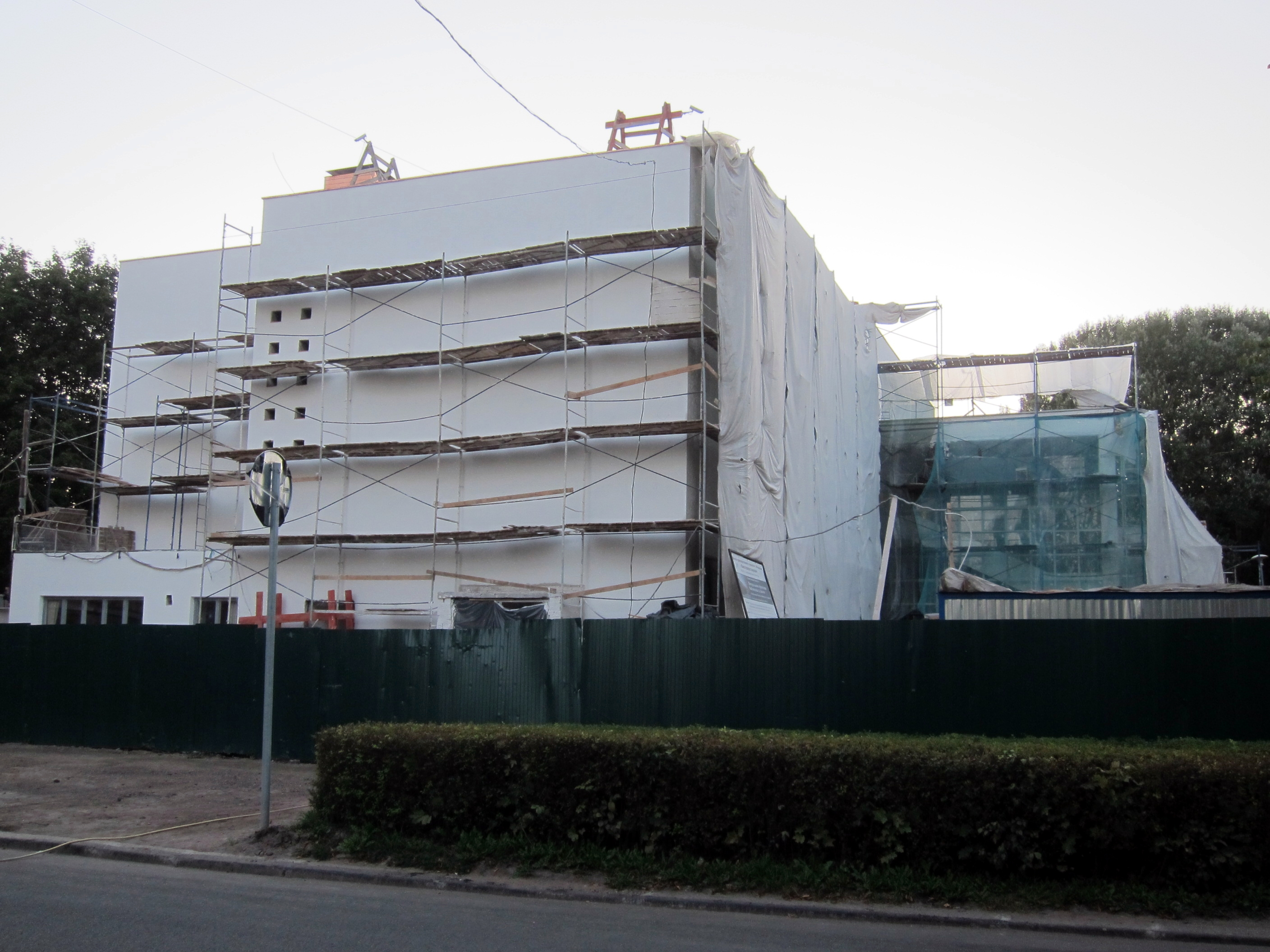
La restauración del edificio en 2013.

En la primera fase (hasta 2009), se restauraron los siguientes elementos del edificio: la gran pared de vidrio frente a la escalera principal, los techos (incluidos los tragaluces cilíndricos), las ventanas y puertas exteriores de acero, la entrada a la biblioteca infantil, el antiguo piso del conserje, la sala de lectura de periódicos y el auditorio, incluida la reconstrucción de su techo ondulado suspendido. Debido a la lenta financiación, la restauración progresaba poco a poco. Los restauradores indicaron que las obras progresaban en términos de mayor urgencia: por tanto, al observador casual, las paredes interiores con pintura descascarillada le podían dar la impresión de falta de mantenimiento, pero los restauradores afirmaban que este era el aspecto menos importante de la obra, en comparación con las reparaciones estructurales necesarias. Para marcar el progreso de la restauración, en 2009 se publicó un libro explicando tanto la historia del edificio como de la restauración, Alvar Aalto Library in Vyborg: Saving a Modern Masterpiece («La Biblioteca Alvar Aalto de Vyborg: salvando una obra maestra moderna»).

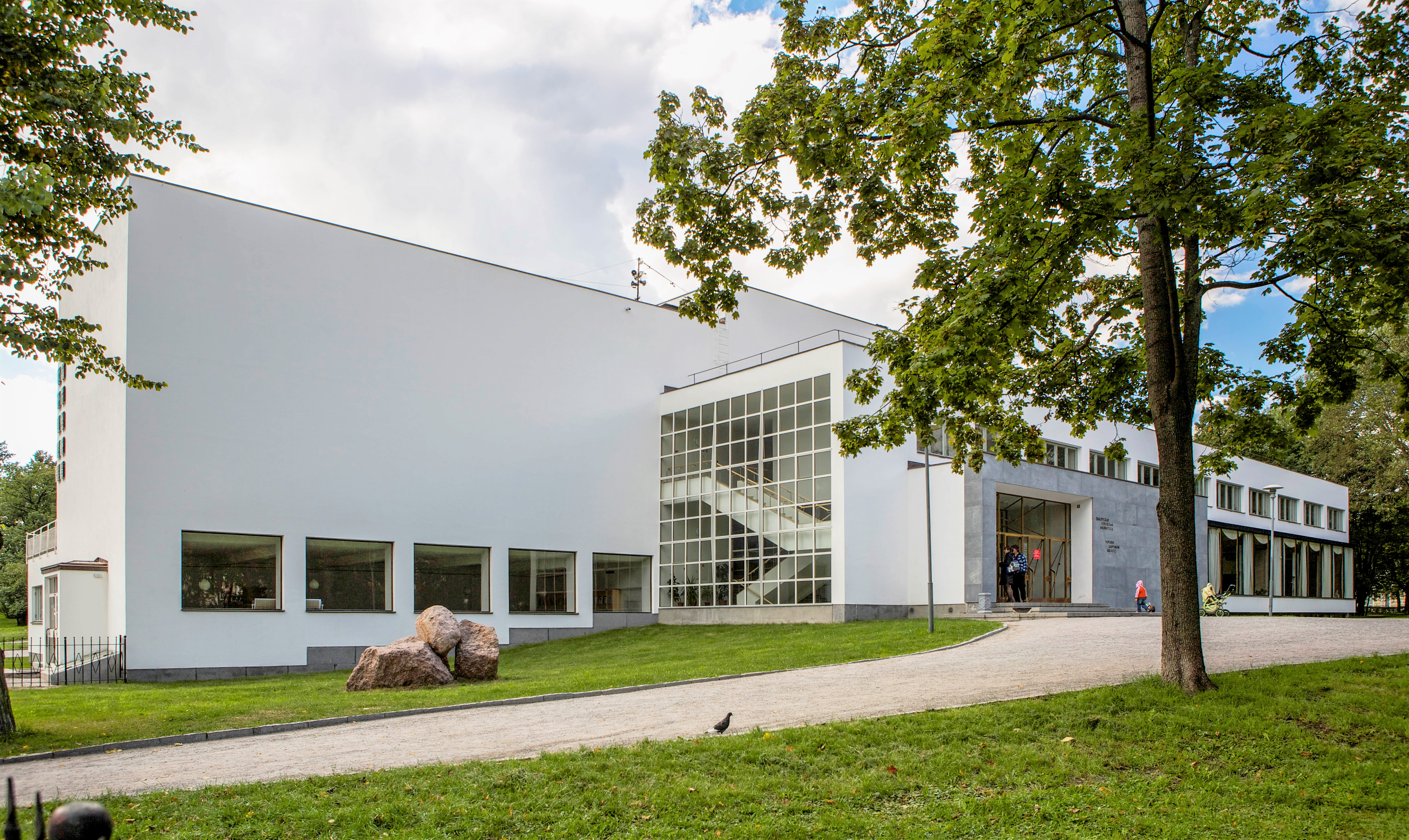
La biblioteca en 2014, tras su restauración.

El proyecto de restauración ganó velocidad en 2010, cuando el presidente de Finlandia Tarja Halonen se reunió con el entonces primer ministro de Rusia Vladímir Putin y le preguntó sobre la biblioteca. Poco después, el proyecto recibió financiación por 6.5 millones de euros de Moscú. A finales de 2013 se completó la restauración, con un coste total de cerca de nueve millones de euros. La arquitecta Maija Kairamo alabó el resultado final y dijo que no estaba segura de si el edificio había estado alguna vez en una condición tan buena, incluso cuando fue inaugurado originalmente.
En 2014, el comité de restauración y la biblioteca recibieron el World Monuments Fund/Knoll Modernism Prize por la restauración. En 2015 también recibió el Premio Europa Nostra, cuyo jurado calificó la restauración como «excepcionalmente bien documentada y muy sensible» y elogió la colaboración transnacional del proyecto.

## En el arte
La Biblioteca de Viipuri también ha sido el punto de partida de un proyecto de arte de un tipo muy diferente, una película titulada What's the time in Vyborg? (2002) de la artista fino-estadounidenses Liisa Roberts. Roberts estaba desafiando la visión introspectiva que los finlandeses tienen de su antigua ciudad, organizando y grabando talleres de escritura dirigidos a los jóvenes de Vyborg.

## Citas
Cuando diseñé la Biblioteca de Viipuri (y tuve mucho tiempo, cinco años enteros), pasé largos periodos dibujando toda clase de fantásticos paisajes montañosos, con pendientes iluminadas por muchos soles en diferentes posiciones, que gradualmente dieron origen a la idea principal del edificio. El marco arquitectónico de la biblioteca comprende varias zonas de lectura y préstamo escalonadas en diferentes niveles, con el centro administrativo y de supervisión en la parte más alta. Mis dibujos infantiles solo estaban relacionados indirectamente con el pensamiento arquitectónico, pero eventualmente condujeron al entrelazamiento de la sección y la planta baja, y a una especie de unidad de la construcción horizontal y vertical. (Alvar Aalto, The Trout and the Stream, 1947)